# Final Fantasy IX
Final Fantasy IX (Japans: ファイナルファンタジーIX, Fainaru Fantajī Nain) is een computerrollenspel (RPG) ontwikkeld door Square en uitgegeven in Japan in 2000. In Noord-Amerika werd het spel uitgegeven door Square Electronic Arts, in Europa door Infogrames en in het Verenigd Koninkrijk en Oceanië door Square Europe. Het was het laatste originele spel uit de reeks Final Fantasy dat ontwikkeld werd voor de PlayStation.
Het spel speelt zich hoofdzakelijk af in de fictieve wereld Gaia, die een sprookjesachtige sfeer uitademt en veel doet denken aan het Europa van de 18e eeuw. De stand van de techniek doet denken aan Final Fantasy VI en de wereld wordt bewoond door mensen en een aantal andere rassen die aan antropomorfe dieren doet denken. Ook zijn er mensen met dierlijke kenmerken; Zidane heeft een apenstaart en summoners hebben een hoorn op hun voorhoofd.

## Verhaal
Een groep dieven, Tantalus, krijgt de opdracht de prinses van het koninkrijk Alexandria te ontvoeren. Zidane, een mens met een apenstaart, krijgt van Baku, de leider van Tantalus, de opdracht dit te doen terwijl de rest van de groep een toneelstuk zal opvoeren in het kasteel van die stad. Terwijl het op mist aangedreven theaterschip aanlegt aan het koninklijk paleis komt Vivi, een goedaardige 'zwarte magiër' in Alexandria aan. Zijn ticket voor het theateroptreden in het paleis blijkt vals te zijn, maar hij bereikt de voorstelling via een alternatieve weg met de hulp van de rat Puck. Vivi en Puck worden echter betrapt tijdens de voorstelling en Vivi vlucht het theaterschip op. Ondertussen loopt Zidane tijdens de kidnapping-missie prinses Garnett letterlijk tegen het lijf. Zijzelf was die avond zelf van plan om te ontsnappen uit het kasteel. Dit is echter buiten Adelbert Steiner, Kapitein van de Pluto Knights en haar lijfwacht, gerekend die de achtervolging in zet. De vier, Zidane, Garnett, Steiner en Vivi, belanden door omstandigheden op het podium. Koningin Brahne, moeder van Garnett, aanschouwt dit en wil de ontvoering/ontsnapping van haar dochter koste wat het kost verhinderen. Het vliegend theaterschip probeert weg te raken uit de stad. Brahne laat hierop het schip bekogelen met kannonskogels, trekhaken en een ontploffende fireball monster. Het lukt het luchtschip Alexandria te verlaten maar het stort wat later neer in het Evil Forest (Kwaadaardige bos) waar het avontuur werkelijk start. Ze vluchten naar een klein dorpje Dali waar heel wat plots aan het licht komen. Vivi blijkt grote gelijkenissen te vertonen met een pop die geproduceerd wordt om vernielingen te plegen en dit allemaal in opdracht van de koningin, de moeder van de prinses. Als het groepje op tocht gaat om de koningin te stoppen komen ze nog een hele hoop andere personages tegen. Wanneer ze samen tegen de koningin willen strijden, ontdekken ze dat deze niets meer is dan een stropop voor ene Kuja. Hij is vastbesloten de wereld en al het leven te vernietigen. Buiten deze verhaallijn kom de speler stapsgewijs de achtergrond van de personages te weten.

## Ontwikkeling
De ontwikkeling van Final Fantasy IX begon voordat Square klaar was met de ontwikkeling van zijn voorganger, Final Fantasy VIII. Omdat het het laatste spel zal zijn op de PlayStation, wilde producent Sakaguchi een eerbetoon brengen aan de vroegere stijl van Final Fantasy, zoals Final Fantasy VI. Aanvankelijk hadden de ontwikkelaars meegedeeld dat het spel niet noodzakelijkerwijs zou worden uitgebracht onder de naam Final Fantasy IX. Dit was omdat met het spel geen realisme nagestreefd werd, zoals met Final Fantasy VII en Final Fantasy VIII. Hierdoor werd er gespeculeerd dat het spel uitgebracht zou worden als een spin-off en niet zou worden opgenomen in de hoofdreeks. Maar in 1999 werd toch bekend dat het spel onder de naam Final Fantasy IX zal worden uitgebracht. In het begin van 2000 was het spel bijna klaar en werd er meer onthuld over het verhaal en de gameplay. Uiteindelijk werd de komst van Final Fantasy IX uitgesteld om een concurrentiestrijd met Dragon Quest VII van Enix te voorkomen.

## Muziek
Final Fantasy IX was lange tijd de laatste Final Fantasy waarvan de muziek alleen werd geschreven door Nobuo Uematsu (inmiddels is bekend dat Uematsu alle muziek voor Final Fantasy XIV online gaat schrijven). De originele soundtrack was enorm uitgebreid en bevatte 110 nummers. Daarnaast werd nog een soundtrack uitgebracht genaamd "Final Fantasy IX Original Soundtrack PLUS", die nog eens 42 extra nummers bevatte. Final Fantasy IX bevatte diverse muziekstukken uit voorgaande Final Fantasy-delen, zoals het lied Doga & Une (Castle of Hain - Final Fantasy III), Moogle's Theme (Final Fantasy V) en Mount Gulug/Gurgu Volcano (Final Fantasy I).
De beat van het nummer van Kuja is hetzelfde als die van We Will Rock You van Queen.

## Trivia
- Het spel is opgenomen in het boek 1001 Video Games You Must Play Before You Die van Tony Mott.